# هنری بلنکه
هنری بلنکه (انگلیسی: Henry Blanke؛ ۳۰ دسامبر ۱۹۰۱ – ۲۸ مهٔ ۱۹۸۱) یک تهیه‌کننده اهل ایالات متحده آمریکا بود.
وی همچنین برنده جوایزی همچون جایزه هیئت ملی بازبینی برای بهترین فیلم شده است.

## فیلم‌شناسی
- رؤیای شب نیمه تابستان (فیلم ۱۹۳۵)
- زندگی امیل زولا (۱۹۳۷)
- پرچم‌های سفید (۱۹۳۸)
- ماجراهای رابین‌هود (فیلم) (۱۹۳۸)
- چهار دختر (۱۹۳۸)
- گرگ دریا (فیلم ۱۹۴۱) (۱۹۴۱)
- لبه تاریکی (فیلم ۱۹۴۳) (۱۹۴۳)
- فریب (فیلم ۱۹۴۶) (۱۹۴۶)
- دره عمیق (۱۹۴۷)
- گنج‌های سیرا مادره (۱۹۴۸)
- سرچشمه (فیلم) (۱۹۴۹)
- چنان بزرگ (۱۹۵۳)
- داستان راهبه (فیلم) (۱۹۵۹)
- معجزه (فیلم ۱۹۵۹) (۱۹۵۹)

## پیوند به بیرن
- هنری بلنکه در بانک اطلاعات اینترنتی فیلم‌ها (IMDb)
- Article about Blanke purportedly by Douglas Gomery در filmreference.com